# Andi Knoll

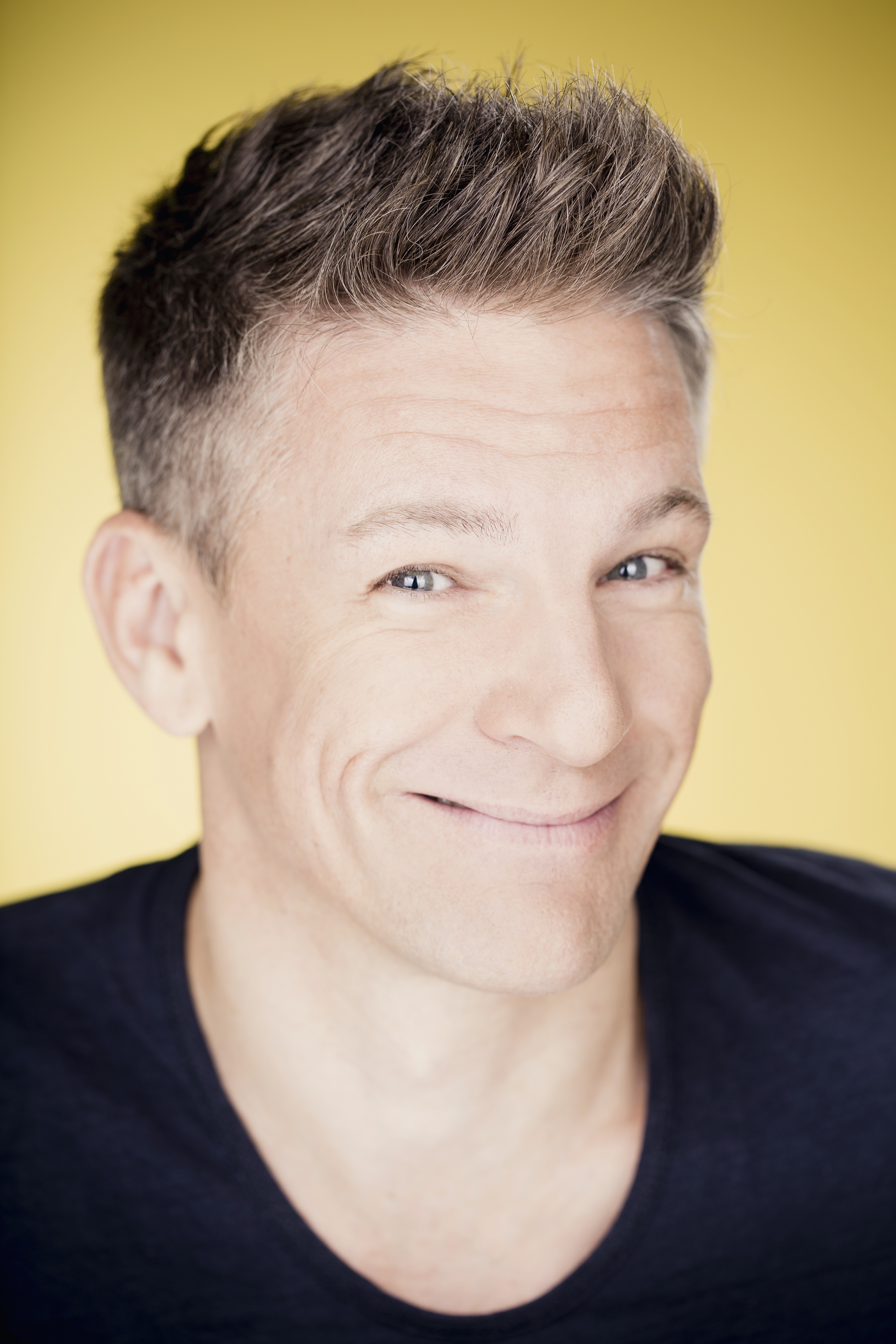
TV- und Radiomoderator Andi Knoll (2014)

Andreas „Andi“ Knoll (* 11. Juni 1972 in Innsbruck, Tirol) ist ein österreichischer Radio- und Fernsehmoderator.

## Leben
Schon vor seiner Matura 1992 an der Handelsakademie Innsbruck arbeitete Knoll von 1991 bis 1994 als Moderator für diverse Südtiroler Privatradios. Seine Ö3-Karriere begann im Jänner 1994 mit einem Praktikum beim Treffpunkt Ö3. Seither arbeitete Andi Knoll als Moderator von Ö3-Sendungen wie Hithotline und Express. Von 2011 bis Ende März 2014 moderierte er alternierend mit Peter L. Eppinger die Ö3-Mittagscharts und bis Februar 2015 abwechselnd mit Robert Kratky den Ö3-Wecker. Die Mittagscharts gab er ab an Benny Hörtnagl. Seit Februar 2015 moderiert er abwechselnd mit Kati Bellowitsch und seit Juli 2022 mit Elke Rock die Ö3-Vormittagsshow.
Sein TV-Kommentatorendebüt feierte er beim Eurovision Song Contest 1999 in Jerusalem. Seitdem begleitet Andi Knoll, seit mittlerweile 25 Jahren, mit zwei Jahren Unterbrechung aufgrund COVID-19, durch die lange Nacht des Musikspektakels. Deshalb erlangte er den scherzhaften Spitznamen „Mr. Song Contest“. Außerdem präsentiert er seit 2002 Österreichs Vorentscheidung zum Song Contest und moderierte im ORF die jährliche Verleihung der „Amadeus Austrian Music Awards“. 2007 moderierte er das tägliche Infotainment Magazin „wie bitte?“.
2007 als auch 2008 meldete er sich vom roten Teppich am Life Ball. 2014 moderierte er den Life Ball für Ö3. Von 2009 bis September 2010 moderierte er Auf Wieder-Sehen Österreich im Rahmen der Donnerstag Sommernacht, ehe sie eingestellt wurde. Seit Februar 2011 moderiert er die ORF-Show „Österreich wählt“. Außerdem präsentierte er 2011 und 2012 Die große Chance gemeinsam Doris Golpashin, die dritte Staffel moderierte er im Herbst 2013 gemeinsam mit Alice Tumler. Das Spin-off Die große Comedy Chance moderierte er 2012 ebenso, jedoch im Alleingang.
Seit 2014 moderiert er das Ö3-Weihnachtswunder, dessen Einnahmen an Licht ins Dunkel gehen. Am 20. Juni 2016 wurde das Ö3-Weihnachtswunder beim Österreichischen Radiopreis als beste Promotionaktion prämiert.
Neben seinen Tätigkeiten im Radio und TV macht Knoll seit Dezember 2012 auch Werbung für einen Lebensmittel-Lieferdienst.
Für seine Moderation des Eurovision Song Contest 2014 wurde er von der Forschungsstelle Österreichisches Deutsch der Universität Graz ausgezeichnet. Seine überrascht-ironische Reaktion „Jetzt hat uns die den Schaas gwonnen“ (gemeint war Conchita Wurst, die den Wettbewerb gewann) wurde als origineller Ausspruch und als „Handlung, die große Spontanität und Mut des Sprecher zeigt“ zum Spruch des Jahres 2014 gekürt.
Im Oktober 2015 wurde er von Landeshauptmann Günther Platter als Tiroler des Jahres ausgezeichnet. Im Rahmen der Romyverleihung 2017 wurde er in der Kategorie Show/Unterhaltung ausgezeichnet. Beim Österreichischen Radiopreis 2017 wurde er als bester Moderator ausgezeichnet.
Ende April 2019 sprach Knoll in einem Interview mit ATV-Society-Journalist Dominic Heinzl erstmals über seine Homosexualität. So soll er seit 2001 in einer Beziehung mit einem Mann leben.
Mit Mirjam Weichselbraun, Teresa Vogl, Nadja Bernhard und Tarek Leitner moderierte er 2023 erstmals die Übertragung des Wiener Opernballs. Eine weitere Premiere war die Moderation von Dancing Stars im Frühjahr 2023, wo er ebenfalls mit Weichselbraun zusammenarbeitete. Mit Fanny Stapf moderierte er ab März 2024 wieder Die große Chance.